# Greg Quill
Greg Quill (1947 - 5 de mayo de 2013) fue un músico, cantante, compositor y periodista de origen australiano. Vivió en Hamilton, Ontario, Canadá, y fue un columnista de entretenimiento que sirvió por largo tiempo para el periódico Toronto Star hasta su muerte en mayo de 2013. Llegó a la fama como el cantante de la banda Australia, Country Radio, a finales de 1960 y principios de 1970. Después de conseguir una beca de artes, se mudó a Toronto en 1974 y se convirtió en un periodista de The Star.

## Discografía
- 1970: Fleetwood Plain
- 1972: Country Radio Live
- 1974: Gypsy Queen
- 1975: The Outlaw's Reply
- 1992: Wintersongs
- 2003: So rudely interrupted